# منتخب لاتفيا تحت 18 سنة لكرة القدم
منتخب لاتفيا تحت 18 سنة لكرة القدم هو ممثل لاتفيا الرسمي في المنافسات الدولية في كرة القدم في فئة كرة قدم تحت 18 سنة للرجال ، يديريه اتحاد لاتفيا لكرة القدم.